# 심이택 (1939년)
심이택(沈利澤, 1939년 7월 13일 ~ , 인천 출생)은 대한민국의 기업인으로, 대한항공의 대표이사 사장(CEO)이자 대한항공, 한진그룹의 부회장이었다.

## 이력
- 1968년 한진상사 입사
- 1972년 대한항공 입사
- 1980년 대한항공 이사
- 1985년 대한항공 상무 이사
- 1988년 대한항공 항공우주사업본부 본부장, 대한항공 항공기술연구소 소장
- 1989년 ~ 1991년 한진공업 부사장
- 1991년 10월 ~ 1994년 3월 코리아타코마조선공업 사장
- 1994년 2월 ~ 1999년 4월 대한항공 대표이사 부사장
- 1994년 8월 ~ 1996년 1월 한진지리정보 사장
- 1997년 2월 ~ 1999년 12월 한국방위산업진흥회 부회장
- 1999년 4월 ~ 2003년 12월 30일 대한항공 대표이사 사장
- 1999년 11월 24일 ~ 2000년 2월 24일 한국방위산업진흥회 회장 대행
- 2000년 2월 24일 ~ 2003년 2월 24일 한국방위산업진흥회 회장
- 2003년 12월 30일 ~ 2005년 1월 3일 대한항공 대표이사 부회장

## 학력
- 서울고등학교 졸업
- 서울대학교 화학공학과 학사
- 서울대학교 대학원 화학공학 석사

## 같이 보기
- 이종희
- 김종선
- 석태수

| 전임 조양호 | 한진그룹 부회장 2003년 ~ 2005년 1월 3일 | 후임 이종희 |

| 전임 조양호 | 대한항공 부회장 2004년 ~ 2005년 1월 3일 | 후임 이종희 |